# Superintendent's House (Kentucky)
Ne doit pas être confondu avec Superintendent's Residence.
La Superintendent's House est une maison du comté d'Edmonson, dans le Kentucky, aux États-Unis. Elle a été construite en 1941 dans un style nécolonial par le Civilian Conservation Corps. Protégée au sein du parc national de Mammoth Cave, elle est inscrite au Registre national des lieux historiques depuis le 8 mai 1991.